# Anisodes rubrior
Anisodes rubrior är en fjärilsart som beskrevs av Claude Herbulot 1988. Anisodes rubrior ingår i släktet Anisodes och familjen mätare. Inga underarter finns listade i Catalogue of Life.